# Rauf Əliyev
Rauf Əliyev (ur. 12 lutego 1989 w Füzuli) − azerski piłkarz występujący na pozycji napastnika. Wychowanek klubu Qarabağ Ağdam, od lata 2020 roku zawodnik klubu Səbail Baku. W reprezentacji Azerbejdżanu zadebiutował w 2010 roku.